# Fiat 8 HP
Der Fiat 8 HP war das dritte Modell des italienischen Automobilherstellers Fiat. Gemeinsam mit dem Fiat 10 HP ersetzte er den Fiat 6 HP, wobei es sich um eine Weiterentwicklung dieses Modells handelte. Der Fiat 6 HP beruhte wiederum auf dem Fiat 3,5 HP, welchen der Ingenieur Aristide Faccioli für Fiat entworfen hatte. Nach dem 6 HP wurde auch der 8 HP von Faccioli gestaltet. Die Technik sowie die Masse blieben gleich, jedoch änderte sich die grundsätzliche konstruktive Ausrichtung.
Wurde der 6 HP noch in der Karosserievariante Vis-à-vis ausgeliefert, war der 8 HP nun ein Phaeton mit hintereinander angeordneten Sitzanordnungen. Ausgerichtet war das Modell jedoch für den kommerziellen Gebrauch als Taxi, da derzeit noch kaum Automobile von Privatkäufern erworben wurden. Die hintere Sitzreihe bestand daher nach dem Vorbild einer Kutsche von unterhalb des Fahrers angebrachten zwei Einzelsitzen im Heck. Für den Fahrerbereich gab es optional ein Verdeck und später optional auch eine klappbare Windschutzscheibe. Wie beim 6 HP verfügte das Modell über einen 2-Zylinder-Ottomotor mit 1082 cm³ mit zwei Ventilen pro Zylinder. Dies ermöglichte eine maximale Leistung von 10 PS. Der Antrieb erfolgte über ein 3-Gang-Schaltgetriebe auf die Hinterräder und ermöglichte eine maximale Geschwindigkeit von 45 km/h. War ein Lenkrad beim 6 HP noch nur als Option statt einer Lenkstange erhältlich, gehörte es beim 8 HP zur Serienausstattung.
Die Neuausrichtung des 8 HP war erheblich erfolgreicher, statt 20 wurden nun 80 Exemplare gebaut. Als Nachfolgemodell für den 8 HP als auch für den nicht so erfolgreichen 10 HP wurde noch 1901 der Fiat 12 HP eingeführt.